# Орленд (Пенсільванія)
Орленд (англ. Oreland) — переписна місцевість (CDP) в США, в окрузі Монтгомері штату Пенсільванія. Населення — 6210 осіб (2020).

## Географія
Орленд розташований за координатами 40°6′53″ пн. ш. 75°10′49″ зх. д. / 40.11472° пн. ш. 75.18028° зх. д. (40.114808, -75.180152).  За даними Бюро перепису населення США в 2010 році переписна місцевість мала площу 3,79 км², уся площа — суходіл.

## Демографія
Згідно з переписом 2010 року, у переписній місцевості мешкало 5678 осіб у 2138 домогосподарствах у складі 1601 родини. Густота населення становила 1499 осіб/км².  Було 2188 помешкань (578/км²).
Расовий склад населення:
| - 79,7 % — білих - 14,6 % — чорних або афроамериканців - 2,7 % — азіатів - 0,1 % — корінних американців |

До двох чи більше рас належало 2,0 %. Частка іспаномовних становила 2,4 % від усіх жителів.
За віковим діапазоном населення розподілялося таким чином: 26,0 % — особи молодші 18 років, 61,0 % — особи у віці 18—64 років, 13,0 % — особи у віці 65 років та старші. Медіана віку мешканця становила 39,6 року. На 100 осіб жіночої статі у переписній місцевості припадало 91,0 чоловіків;  на 100 жінок у віці від 18 років та старших — 87,7 чоловіків також старших 18 років.
Середній дохід на одне домашнє господарство  становив 98 785 доларів США (медіана — 89 612), а середній дохід на одну сім'ю — 110 638 доларів (медіана — 99 798). Медіана доходів становила 64 890 доларів для чоловіків та 53 496 доларів для жінок. За межею бідності перебувало 5,9 % осіб, у тому числі 6,4 % дітей у віці до 18 років та 9,0 % осіб у віці 65 років та старших.
Цивільне працевлаштоване населення становило 2969 осіб. Основні галузі зайнятості: освіта, охорона здоров'я та соціальна допомога — 26,7 %, науковці, спеціалісти, менеджери — 16,7 %, фінанси, страхування та нерухомість — 14,9 %.